# Esqueumorfismo

Esqueumorfismo en una interfaz que simula un compresor de rango dinámico

El esqueumorfismo o esqueuomorfismo es una técnica de diseño en que un objeto derivado retiene ornamentos o estructuras que eran necesarias en los objetos originales. El término proviene del griego skéuos (σκεῦος) que significa vaso o herramienta, y morphê, (μορφή) que significa forma. Un objeto esqueu(o)morfo es aquel que ha sido diseñado según esta técnica.
El esqueuomorfismo se aplica a menudo a aplicaciones informáticas que imitan no solo el funcionamiento de un instrumento anterior, sino también su aspecto visual o acústico. Por ejemplo, la aplicación informática que incorporan muchos teléfonos móviles para sacar fotografías puede imitar el sonido del disparo de una cámara réflex. De igual manera, un software para escuchar emisoras de radio puede tener un aspecto visual similar al de los aparatos de radio, por ejemplo, con un dial en lugar de una caja de texto para seleccionar la frecuencia. El esqueuomorfismo es un componente clave de Frutiger Aero, una estética de Internet derivada de diseños de interfaz de usuario de mediados de la década de 2000.